# Mary Dalva Proença
Mary Dalva Proença Cerqueira (Belém, 3 de março de 1935) é uma atleta brasileira de saltos ornamentais. Foi a única mulher a compor a delegação brasileira durante os Jogos Olímpicos de Verão de 1956, em Melbourne.

## Biografia
Seu pai era fiscal da Receita Federal. Aos sete anos, mudou-se com sua família para uma cidade próxima a um igarapé. Lá, começou a brincar de saltar ao improvisar uma tábua. Quando seu pai mudou-se para o Rio de Janeiro, passou a treinar no Fluminense, onde praticou natação e saltos ornamentais.
Foi campeã brasileira no trampolim, em 1954. Disputou o Campeonato Sul-Americano do mesmo ano, ficando em segundo lugar na plataforma de dez metros.
Competiu nos Jogos Pan-Americanos de 1955. Foi campeã sul-americana na plataforma, em 1956, na competição realizada em Viña del Mar, no Chile.
Nos Jogos Olímpicos de Verão de 1956, em Melbourne, disputou a prova de plataforma e ficou na 17ª colocação.
Esteve presente no Campeonato Brasileiro de 1957, em Porto Alegre, onde foi a campeã na plataforma. Depois, voltou para Belém com a família, onde casou-se e teve filhos. Após a morte do marido, voltou para o Rio de Janeiro e competiu nos saltos ornamentais durante a década de 1960.
Foi campeã carioca de plataforma em 1964. Ficou em segundo lugar na plataforma durante o sul-americano daquele ano, em Guayaquil. Competiu até o fim daquela década, tendo sido vice-campeã brasileira na plataforma em 1969.
Sua rotina como mãe e aleta chamou a atenção do Jornal dos Sports, do Clube de Diretores Lojistas e do Sindicato de Lojistas do Rio de Janeiro, que a homenagearam como a "mãe esportiva do ano" de 1964, no festejo do dia das mães daquele ano.
Após deixar as competições de alto rendimento, participou de disputas na categoria master. Esteve presente no revezamento da chama olímpica dos Jogos Olímpicos do Rio de Janeiro em 2016.